# Державні премії Молдавської РСР

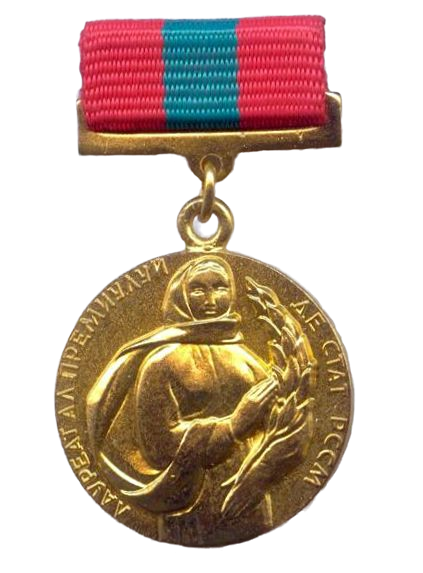
Медаль лауреата.

Державні премії Молдавської РСР (рум. Premii de Stat al RSS Moldovenești) — премії, одна із форм заохочення громадян за видатні творчі успіхи в галузі літератури і мистецтва, архітектури, науки і техніки. Засновані постановою Центрального комітету Комуністичної партії Молдавії і Ради Міністрів Молдавської РСР:
- в галузі літератури і мистецтва 29 квітня 1965 року;
- в галузі науки і техніки 29 березня 1971 року;
- в галузі архітектури 12 квітня 1976 року.

Державні премії МРСР присуджувались:
- за наукові дослідження, які зробили вагомий внесок в розвиток радянської науки;
- за роботи по створенню і втіленню в народне господарство найбільш прогресивних матеріалів, машин і механізмів;
- за нові високовиробничі технологічні процеси;
- за втілення передового виробничо-технічного досвіду, що має велике народногосподарче значення;
- за оригінальні і економічні архітектурні і технічні споруди;
- за глибокі теоретичні дослідження з питаннь державного і господарчого будівництва і марксистсько-ленінської науки;
- за найбільш талановиті високоідейні твори літератури і мистецтва.

Державну премію присуджували 12 жовтня — в день утворення Молдавської РСР. Розмір премії становив 2 500 радянських карбованців.
Особам, що отримали Державну премію присуджували звання «Лауреата Державної премії Молдавської РСР», вручалася медаль лауреата, диплом і відповідне посвідчення.

## Лауреати премії

### В галузі літератури, мистецтва і архітектури

#### 1966
- Богдеско Ілля Трохимович — за серію ліногравюр «Моя Батьківщина», «Пісня», «Призив», за малюнок «Протест» і ілюстрації до книги Йона Крянге «Пунгуца ку дой бань» («Гаманець з двома грошами»);
- Буков Єміліан Несторович — за книгу віршів «Зіле де азь, зіле де мине» («День справжній, день прийдешній»);
- Лазарєв Едуард Леонідович — за музику до балету «Антоній і Клеопатра».

#### 1967
- Григорашенко Леонід Павлович — за серію акварелей і гравюр «За владу Рад!»;
- Друце Іон Пантелейович — за роман «Баладе дин Кимпіє» («Степові балади», 1-а частина дилогії «Тягар нашої доброти»), п'єсу «Каса маре» та повість «Ултимо луне де тоамне» («Останній місяць осені»);
- Лункевич Сергій Олександрович — за концертну програму, присвячену 50-річчю Великої Жовтневої соціалістичної революції, і високу майстерність виконання сольних номерів цієї програми;
- Лупан Андрій Павлович — за книгу віршів «Леӂя гездуірій» («Закон гостинності»);
- Няга Георгій Степанович — за Другу симфонію.

#### 1968
- Бієшу Марія Лук'янівна — за виконавську діяльність (опери «Пікова дама», «Аїда», «Чіо-Чіо-сан»);
- Загорський Василь Георгійович — за Рапсодію для скрипки, двох фортепіано та групи ударних інструментів;
- Кобизєва Клавдія Семенівна — за скульптурну композицію «Звільнена земля».

#### 1970
- Дубіновський Лазар Ісаакович — за скульптурну трилогію «Батьки і діти», портрет Хо Ши Міна, серію портретів і скульптурну частину пам'ятника Штефану Нязі.
- Мокану Спиридон Спиридонович — за виконавську майстерність (танці «Котовці», «Жок», «Веселий Пекале», «Баба ма», «Ковадло», «По дорозі в Кишинів» та інші).
- Чобану Іон Костянтинович — за роман «Подуріле» («Мости»).
- Штирбул Кирило Антонович — за виконання ролі Леніна в спектаклі Молдавського державного музично-драматичного театру імені Олександра Пушкіна «Іменем революції, згадай!».

#### 1972
- Гуртовий Тимофій Іванович — за концертні програми симфонічної музики, виконані у 1969—1971 роках;
- Крецу Ігор Костянтинович — за переклади «Піднятої цілини» Михайла Шолохова, «Мертві душі» Миколи Гоголя і збірки «З світової поезії»;
- Менюк Георгій Миколайович — за збірку оповідань «Дельфін».;
- Чоколов Сергій Семенович — за цикл декоративної кераміки, створений в 1967—1971 роках.

#### 1974
- Боцу Павло Петрович — за книгу віршів «Касе Ин Буӂяк» («Будинок в Буджаці»);
- Гарштя Віра Олександрівна — за концертну програму 1972—1973 років;
- Руссу-Чобану Валентина Георгіївна — за твори живопису «В. І. Ленін і Н. К. Крупська», «Діти і спорт», «Візит лікаря» і «Лунохід».

#### 1976
- Вієру Ігор Дмитрович — за живописні твори «Балада пэмынтулуй» («Балада про землю», триптих), «Ноапте де юліє» («Липнева ніч»), «Реколтаря» («Жнива»), «Грижь де примэварэ» («Весняні турботи»);
- Георгіце Дмитро Юхимович — за пісні останніх років: «Мындреште-те Молдовэ» («Гордися, Молдавія»), «Слэвеск Молдова ши партидул» («Славлю Молдавію і партію»), «Плаюле юбит», («Край улюблений»), «Фет-Фрумос, орашул меу» («Красень, місто моє»), «Кувынтул луй Ильич» («Слово Ілліча»), «Де вяцэ ноуэ» («Для нового життя»);
- Іовіце Володимир Гнатович, Калашников Віталій Анатолійович, Волонтир Міхай Єрмолайович, Ковриг Василь Андрійович — за художній фільм «Дмитрій Кантемір»;
- Істру Богдан Спиридонович — за поему «Татарбунар»;
- Руснак Костянтин Васильович — за концертну п'єсу для оркестру народних інструментів «Сэрбэторяска» («Святкова»);
- Чиботару Сіміон Сіміонович — за монографію «Формування соціалістичного реалізму в молдавській літературі (1917—1941 рр.)».

#### 1978
- Бешляге Володимир Васильович — за роман «Акасэ» («Вдома»);
- Вієру Григорій Павлович — за збірку віршів для дітей «Ун верде веде» («Зелене око»);
- Греку Михайло Григорович — за картини «На берегах Єнісею», «Хліб і сонце», «Ворота старого Орхея», «Розкопки в Бутученах» і серію «Сільські пейзажі»;
- Подоляну Іон Ісидорович, Шкуря Іон Георгійович, Ізбещук Валентина Юхимівна, Карачобану Дмитро Савелійович, Тодорашка Євгенія Федорівна — за спектакль «Пе ун пичор де плай» («Земля»), поставлений в республіканському театрі «Лучаферул»;
- Соломінов Генадій Вікторович, Гарвардт В. Г, Рошка І. Н., Фіщук П. Т. — за архітектуру комплексу житлових будівель з монолітного залізобетону в Кишиневі.

#### 1980
- Вангелі Спиридон Степанович — за повість для дітей «Гугуцэ — кэпитан де корабие» («Гугуце — капітан корабля»);
- Дога Євгеній Дмитрович — за музику до кінофільмів «Табір іде в небо», «Мій ласкавий та ніжний звір», «Балада про Таню Савічеву», «Чайка надії», «Мені приснився шум дощу»;
- Саїнчук Валентина Георгіївна — за картини «Груповий портрет робітниць швейної фабрики імені XXIII з'їзду КПРС», «Груповий портрет робітників Кишинівського заводу імені Г. І. Котовського», «Зустріч воїнів Червоної Армії з молоддю села», портрет Йона Крянге, а також серію портретів тогочасних діячів культури Молдавської РСР;
- Телеуке Віктор Гаврилович — за збірку віршів «Моментул инимий» («Митті серця»);
- Чутак Віктор Георгійович — за виконання ролей у виставах «Батько», «Поки арба не перевернулася», «Жайворонок»;
- Кірєєв А. І., Вайсбейн Абрам Вольфович, Сніпелішський А. І., Гордєєв А. Г., Колотовкін А. В., Бирке І. А., Ткач М. В., Бояндін В. Н. — за розробку проєктів, промислове освоєння виробництва і будівництво 9-ти поверхових крупнопанельних житлових будинків серії 143 в Кишиневі.

### В галузі науки і техніки

#### 1972
- Андрунакієвич Володимир Олександрович, Бєлоусов Валентин Данилович, Рябухін Юрій Михайлович — за цикл робіт по сучасній алгебрі;
- Афтенюк Семен Якович, Будак Ілля Григорович, Візер Борис Костянтинович, Гросул Яким Сергійович, Лазарєв Артем Маркович, Левіт Ізяслав Еліковіч, Мохов Микола Андрійович, Руссєв Євгеній Михайлович, Совєтов Павло Васильович, Стратієвський Кирило Васильович, Трапезников Сергій Павлович, Фролов Микола Павлович, Черепнін Лев Володимирович, Шемяков Дмитро Єгорович — за двотомну працю «Історія Молдавської РСР»;
- Бабій В. Д., Воловський С. Л., Кайраков Е. Х., Козловський Л. Н., Лехтер В. В., Терюха А. Т. — за проєктування і будівництво аграрно-промислового комплексу племрадгоспу «Данченський» Кутузовського району;
- Артем'єв А. С., Загинайло Ніна Миколаївна, Іллєнко Т. С., Карбінська Е. Н., Маштакова А. Х., Стрельникова Т. Р., Харкова А. П. — за роботу «Нові сорти овочевих культур, виведені селекціонерами Молдавського науково-дослідного інституту зрошуваного землеробства і овочівництва».

#### 1974
- Бадінтер Юхим Якович, Драбенко Іван Федорович, Заборовський Віталій Іполітович, Зеліковський Зиновій Ієремійович, Високий П. А., Кібенко В. Д., Мірошниченко В. С., Фрухтман М. Л., Дімітракі С. Н., Меркулов А. А., Чебан В. Г. — за створення і промислове освоєння організаціями і підприємствами Молдавської РСР електровимірювальних приладів і елементів на основі литого мікродроту;
- Заморзаєв-Орлеанський Олександр Михайлович, Макаров В. С. — за цикл робіт з сучасних питань дискретної геометрії;
- Козуб Г. І., Авербух Б. Я., Дементьєва О. В., Саєнко Наталія Федотівна — за створення високопродуктивних потокових установок і розробку раціональних способів хересування виноматеріалів з метою інтенсифікації процесу виробництва молдавських хересних вин;
- Кузнєцов Я. Г., Рябоконь-Негрецька Л. В., Іванченко П. Ф., Осипов В. П., Кубарський Б. С., Цуркан М. А. — за розробку нового способу отримання та впровадження в тваринництво республіки високоактивного біологічного препарату вітаміну B12 — ПАБК.

#### 1977
- Анестіаді В. Х., Зота Е. Г., Руссу С. П. — за цикл робіт з функціональної морфології, гістоензімологіі і ультраструктурі серцево-судинної системи;
- Антонов В. А., Большаков А. І., Остапенко В. І., Руденко Н. А., Табенський В. І., Зубрилін А. М., Мирошніченко А. Г., Мікотін Е. Е., Тимофєєв Б. А., Чердинцев В. Н. — за розробку і створення промислового виробництва і впровадження в народне господарство гами напівавтоматичних машин для лиття в кокіль чорних і кольорових сплав ів;
- Воскобойник І. Д., Гучь Ф. А., Жушко В. Г., Парасюк І. П., Вайн Л. І., Гладиш І. П., Попов І. Н., Решетник В. Д., Чернецька А. С. — за розробку та впровадження методів селекції, гібридизації, відтворення і нової технології при індустріалізації свинарства (цикл робіт);
- Глушко К. Б., Бостан І. А., Гольдштейн П. Х., Карабило В. І., Петрусевич К. Н., Жало В. В. — за розробку і впровадження автоматичних установок для приготування і роздачі поживних сумішей телятам в великих тваринницьких комплексах;
- Лупашку М. Ф., Прокоф'єва І. В. — за розробку та впровадження системи інтенсивного польового кормовиробництва в Молдавській РСР;
- Соколова С. А., Налєтова О. Д., Патерило Г. А., Соколов Б. В. — за розробку та впровадження основ промислової культури персика в Молдавії.

#### 1979
- Берсукер Ісаак Борухович — за цикл робіт з пульсуючих загальмованих рухів і тунельних ефектів в молекулах і кристалах;
- Грекул А. В. — за монографії «Розквіт молдавської соціалістичної нації» і «Ынфлориря нацией сочиалисте молдовенешть»;
- Корлетяну Ніколає Григорович — за підручники «Лимба молдовеняскэ литерарэ контемпоранэ: лексиколоӂия» («Сучасна літературна молдавська мова: лексикологія»), «Дослідження народної латини і її відносин з романськими мовами» і «Фонетика лимбий молдовенешть литерари контемпоране» («Фонетика сучасної літературної молдавської мови»);
- Пологов Г. Ф., Блашку А. І., Клименко В. П., Валяєва Г. П., Юров Л. Л. — за розробку і впровадження в промислових масштабах високоефективних полімерних фольгованих діелектриків і склопластиків для друкованого монтажу та апаратури надвисокочастотного діапазону;
- Сибірський Костянтин Сергійович, Щербаков Б. А. — за дослідження з якісної теорії диференціальних рівнянь.

#### 1981
- Арнаут С. К., Боровський М. І., Чалик Т. С., Шабала Н. А., Замулко В. К., Тодоров І. П., Щегірьов Є. А., Ліберштейн І. І., Лунгу С. М., Мар'ясов Н. П., Пармаклі С. М., Пашали М. К. — за розробку і впровадження індустріальної технології обробітку кукурудзи в умовах Молдаської РСР;
- Большаков А. І., Казаков Л. В.,Мосьпан П. І., Шербул І. Г., Шпінер Е. М., Косін Д. С., Поспєлов А. Ф., Потапов М. Т., Церно В. Т., Чічкін В. П. — за розробку, виготовлення і впровадження високовиробничого обладнання для плодопереробної і виноробної промисловості і сільського господарства Молдавії;
- Іваненко І. П., Коваль Н. П., Рябов В. П., Лазаренко Б. Р., Панченко А. Я., Щеглов Ю. А., Фурсов С. П., Чебан В. Г., Козуб Г. І. — за розробку нових електротехнологічних прийомів і обладнання для переробки плодоовочевої сировини з метою інтенсифікації процесу і збільшення випуску продукції;
- Ляшко Г. П. — за навчальний посібник «Паливо, мастильны матеріали і технічні рідини»;
- Матвієнко Б. Т. — за цикл праць із структури, ультраструктури і еволюції плодів;
- Москаленко В. А., Москаленко С. А. — за цикл праць із квантових багаточастотних ефектів в твердих тілах;
- Урсул Д. Т. — за цикл праць із проблеми формування і розвитку соціалістичних суспільних відносин в Радянській Молдавії.